# Янец Леві
Янец Леві (івр. ינץ לוי, нар. 14 червня 1975) — ізраїльський письменник, драматург, телеведучий і викладач. Леві — один із найпопулярніших і найвідоміших ізраїльських письменників для дітей і дорослих, його 12 опублікованих поспіль книг стали бестселарами. Книги Леві перекладені англійською, японською, корейською, китайською, чеською, арабською, угорською та македонською мовами. У 2010 році Леві став лауреатом премії публічних бібліотек (івр. פרס הספריות הציבוריות), найпрестижнішої нагороди в галузі дитячої літератури в Ізраїлі. У 2016 році став лауреатом дитячої літературної премії імені Девори Омер. 2021 року Леві отримав премію прем'єр-міністра Ізраїлю за літературні твори на івриті.

## Біографія
Леві народився 14 червня 1975 року в Герцлії, Ізраїль, а виріс у Кфар-Саві. Батько був журналістом, а матір була ортодоксальною єврейкою, яка пізніше змінила світогляд на світський. Леві казав, що первинно на його творчість вплинули історії, які йому розповідали батько та інші родичі у дитинстві.
Його першим пристрасним захопленням був живопис, і навіть у дитинстві він відчував, що йому судилося стати художником. Але ще будучи підлітком, він почав писати, і з того часу досліджував різноманітні медіа: художню та науково-дослідницьку літературу, драму для телебачення та театру, журналістику тощо. Леві навчався в Тель-Авівському університеті за програмою для видатних студентів. Його братом є ізраїльський письменник і кінорежисер Решеф Леві. Реґев Леві, інший брат письменника, помер від СНІДу. Янец Леві одружений із ізраїльською хореографкою і танцівницею Інбал Ошман. У подружжя є 4 дітей.
Леві часто відвідує Індію, вивчав її культуру та начитував лекції про індійську культуру.

## Літературна діяльність
«Пригоди дядька Лева» (фр. הרפתקאות דוד אריה) — одна з найпопулярніших ізраїльських книжкових серій для дітей. Шоста книга серії вийшла друком у травні 2014 року. Серія видається арабською, чеською, корейською, англійською (Індія, Пакистан, Непал, Бангладеш і Бутан), японською, китайською, угорською та македонською мовами. У Китаї серія стала успішною. Розділи книги «Пригоди дядька Лева» є частиною офіційної навчальної програми міністерства освіти Ізраїлю. Перша книга із серії отримала премію публічних бібліотек (2010), найпрестижнішу нагороду для дитячої літератури в Ізраїлі. Книга також отримала нагороду за ілюстрації (автор Янів Шимоні) від Музею Ізраїлю. Третя книга серії отримала нагороду імені Девори Омер як найпопулярніша дитяча чи юнацька книга в публічних бібліотеках. Прем'єра п'єси-читанки «Пригоди дядька Лева» арабською мовою, заснована на першій книзі серії, відбулася в січні 2016 року в театрі «Ельміна» (Яффо); п'єса пропагує толерантність і співіснування в Ізраїлі. У грудні 2017 року відбулася прем'єра п'єси «Пригоди дядька Лева з відьмою Лютенькою», написаної Леві, в національному театрі Ізраїлю «Габіма».
Книжка-бестселер «Казки лісової людини» (івр. סיפורי איש היער; 2010, ілюстрації Ліори Ґроссман) — це збірка з 9 переказаних байок про рослини, що супроводжуються ботанічною інформацією.
2014 року вийшов дитячий бестселер під назвою «Пані Горобецька — не чудовисько» (івр. המורה דרורה לא מפלצת). У ній розповідається про шкільні пригоди Міхаеля, відмінника, слухняного, проте наляканого школяра, який часто плаче. Під час літніх канікул він обіцяє собі, що наступного року буде сміливішим і менш тривожним, але потім виявляє, що його вчителька — найжахливіша вчителька з часів динозаврів. На жаль, Міхаель закохується в Дафну, не знаючи, що вона донька пані Горобецької.
У серпні 2015 року вийшов роман для дорослих, який став бестселером та отримав визнання критиків, «Тривалість життя любові» (івр. תוחלת החיים של אהבה). У ньому розповідається про сім'ю з шістьох братів і сестер, які одного дня дізнаються, що їхній брат є ВІЛ-позитивний. У романі розповідається про те, як кожен член сім'ї справляється з новою ситуацією та як це впливає на їхнє життя та стосунки.
У грудні 2017 року почала виходити серія книг «Коли дідусь Ілля був ще маленький» (івр. כשסבא אליהו היה קטן), яка стала бестселером і отримала визнання критиків. Книга заснована на подіях дитинстві батька Леві. Він розповідає про Іллю, дуже бідну дитину 1930-х років. Перша книга серії рекомендована Міністерством освіти Ізраїлю в рамках проєкту «Парад книг». У травні 2019 року вийшла друга книжка «Коли дідусь Ілля був ще маленький — коли йде дощ, то ллє як із відра» (івр. כשסבא אליהו היה קטן - מבול של צרות). У кожній книзі серії винахідливий Ілля встигає допомогти своїй бідній родині. Він робить це оригінально, творчо і дуже кмітливо. Третя книга серії вийде у 2021 році.
«Принцеса Авіґаїль і фабрика емоцій» (івр. נסיכה אביגיל ובית החרושת לרגשות) (з ілюстраціями Аві Блаєра) вийшла в липні 2020 року, та отримавши схвальні відгуки. Це науково-фантастична історія про королівство, де всі емоції витісняються з громадян. Головна героїня принцеса Авіґаїль спочатку підтримує це, але потім розуміє, що вона повинна врятувати своє королівство та повернути всі втрачені емоції. Історія розповідає про значення емоцій у нашому житті, незалежно від того, «позитивні» вони чи «негативні». Історія також розглядає комерціалізацію та капіталізм. В інтерв'ю щодо книги газеті «Єдіот Ахронот» Леві сказав, що планує адаптувати історію до музичної версії для оповідача та оркестру.
Леві видав ще дві книжки для дорослих, які отримали схвалення критиків: «Історії підземних вод» (івр. סיפורים מי תהום) та «Гімалаї із плоті і крові» (івр. הימאליה בשר ודם).

## Театр
У грудні 2017 року в Національному театрі Ізраїлю «Габіма» відбулася прем'єра п'єси «Пригоди дядька Лева з відьмою Лютенькою».
У лютому 2016 року відбулася прем'єра п'єси арабською мовою «Аму Осама», заснованої на першій книзі із серії «Пригоди дядька Лева», в Ельміні — мультикультурному театрі для дітей та молоді (Яффо, Ізраїль). Поставив п'єсу режисер Норман Ісса, а арабською її написав сам Леві. Леві сказав, що п'єса — це «здійснена мрія. У такі божевільні дні, коли ненависть і сегрегація панують у нашому житті, я радий, що є п'єса „Дядечко Лев“ арабською мовою, яка змушує дітей сміятися. Цей сміх є звуком здорового глузду».
З 2014 року п'єса-читанка «Пригоди дядька Лева» театру LiStOVáNí гастролює в Чехії. Його режисерами та виконавцями стали Лукаш Хейлік та Алан Новотни.
У березні 2019 року в Ізраїлі відбулася прем'єра музично-комедійного шоу «Янец Леві: пригоди», створеного та виконаного Леві. У цьому шоу до Леві приєднується актор Бен Перрі. Леві зустрічає на сцені головних популярних героїв своїх дитячих книжок, з якими спілкується та співає пісні.

## Телебачення
Леві веде ток-шоу на каналі 2 та Ізраїльському освітньому телебаченні. На основі бесід із учнями в цій передачі він обговорює з маленькими читачами літературу для початкових та середніх класів.
Леві, разом із Решефом Леві та Томером Шані, є співтворцем та співавтором сценарію серіалу «Карфаген», який розповідає про британський табір у Східній Африці в 1940-х роках. Це здебільшого англомовна міжнародна копродукція, яка транслюватиметься на каналі «Kan11» Ізраїльської суспільної телерадіомовної корпорації.
Як сценарист він писав для різноманітних драматичних і документальних телесеріалів в Ізраїлі.

## Опубліковані праці
- «Історії підземних вод» (івр. סיפורים מי תהום), збірка оповідань.
- «Гімалаї із плоті і крові» (івр. הימאליה בשר ודם), роман.
- Дитяча книга «Пригоди дядька Лева в румунських степах» — видана англійською, японською, китайською, чеською, корейською та арабською мовами.
- Дитяча книга «Пригоди дядька Лева в сибірських джунглях» — видана англійською, китайською, чеською та корейською мовами.
- Дитяча книга «Пригоди дядька Лева у швейцарській пустелі» — видана англійською, китайською, чеською та корейською мовами.
- Дитяча книга «Казки лісової людини» (івр. סיפורי איש היער).
- Дитяча книга «Пригоди дядька Лева на Західному полюсі» — видана англійською, китайською, чеською та корейською мовами.
- Дитяча книга «Пригоди дядька Лева в лісах Сахари» — видана англійською, китайською та корейською мовами.
- «Пані Горобецька — не чудовисько», роман для середнього шкільного віку.
- Дитяча книга «Пригоди дядька Лева в Тибетському океані».
- «Тривалість життя любові» (івр. תוחלת החיים של אהבה), роман.
- «Коли дідусь Ілля був ще маленький» (івр. כשסבא אליהו היה קטן), дитяча книга.
- «Коли дідусь Ілля був ще маленький — коли йде дощ, то ллє як із відра» (івр. כשסבא אליהו היה קטן — מבול של צרות), дитяча книга.

## Виноски
1. ↑  https://www.haaretz.com/israel-news/2021-01-22/ty-article/.premium/unprofessional-opaque-and-aimless-experts-weigh-in-on-israels-pandemic-failures/0000017f-f37c-d8a1-a5ff-f3fe627e0000
2. ↑  Indian kids are skilled story-lovers: Yannets Levi. Live Mint. 5 червня 2015. Процитовано 19 листопада 2015.
3. 1 2  מיכל פאר, יהודה מלצר ועמינדב דיקמן - בין זוכי פרס שרת התרבות ליצירה ספרותית. הארץ.
4. ↑  Yannets Levi, Facebook, January 24, 2022.
5. ↑  שווימר, יותם (22 червня 2011). ינץ לוי מספר על "דוד אריה" ועל הכתיבה. ynet. Процитовано 19 листопада 2015.
6. ↑  גולדשטיין, אלון. כאב עובר ושב. מעריבnrg. מעריבnrg. Процитовано 6 листопада 2015.
7. ↑  Eichner, Itamar (22 травня 2016). Israeli children's book wins over China. Ynetnews.
8. ↑  יודילוביץ', מרב (23 лютого 2010). פרס הספריות הציבוריות לסופר ינץ לוי. ynet. Процитовано 19 листопада 2015.
9. ↑  הספר עם האיורים הכי יפים. City Mouse. Архів оригіналу за 19 листопада 2015. Процитовано 19 листопада 2015.
10. ↑  אלמינא - תיאטרון רב-תרבותי בנמל יפו. אלמינא - תיאטרון רב-תרבותי בנמל יפו. Процитовано 19 листопада 2015.
11. ↑  שווימר, יותם (30 березня 2014). ynet - תרבות ובידור - חוזרים לכיתה: ינץ לוי ויניב שמעוני. ynet. Процитовано 21 листопада 2015.
12. ↑  הסוד של רשף לוי נחשף בספר חדש. mako. Процитовано 21 листопада 2015.
13. ↑  Haaretz - כשסבא אליהו היה קטן של ינץ לוי: הילד הזה הוא עני. הארץ.
14. ↑  מיטב, מיה (12 серпня 2021). חכמים בשמש: תשעה ספרי ילדים מומלצים לימי שיא הקיץ. Ynet.
15. ↑  6 ספרי ילדים מומלצים שכל ילד וילדה ישמחו לקבל. 19 серпня 2021.
16. ↑  ינץ לוי: "ספרות הילדים פורחת. הילדים פחות מכורים למסכים ממבוגרים". 13 серпня 2021.
17. ↑  HaBima - הרפתקאות דוד אריה ומהכשפה חמתותה. Архів оригіналу за 20 вересня 2020. Процитовано 5 липня 2022. [Архівовано 2020-09-20 у Wayback Machine.]
18. ↑  ספרותקל'ה - מגזין סוף השבוע של ynet. Процитовано 3 березня 2016.
19. ↑  הטלוויזיה החינוכית. www.23tv.co.il. Архів оригіналу за 19 листопада 2015. Процитовано 19 листопада 2015. [Архівовано 2015-11-19 у Wayback Machine.]
20. ↑  הוסר העוצר מהפקות רשות השידור. הארץ.